# Selektivno lasersko topljenje
Selektivno lasersko topljenje (SLM), znano i kao direktno lasersko sinteriranje metala  (DMLS) je jedna od tehnika brze izrade prototipa, odnosno 3d ispisa, ili aditivne izrade objekata u kojoj koncentrirana laserska zraka rastapa i spaja čestice metalnog praha.

## Povijest
Selectivno lasersko topljenje razvijeno je na Fraunhofer institutu u Ahenu 1995. godine.
.

## Vanjske poveznice
- http://www.rapidmade.com/rapidmade-blog/2014/6/30/ycjnxytvpt8n85gqutk5wj67cmx4t7  Arhivirana inačica izvorne stranice od 17. siječnja 2019. (Wayback Machine)